# 海上人命安全公约
《国际海上人命安全公约》（縮寫：SOLAS ）或称《海上人命安全公约》，现称《关于1974年国际海上人命安全公约之1978年议定书》（英文：Protocol of 1978 Relating to the International Convention for the Safety of Life at Sea 1974，縮寫：SOLAS 74/78）是国际海事组织所制定的海事安全公约之一。国际海上人命安全公约及其历年的修正案被普遍认为是所有公约当中对于商船安全最为重要的公约。

## 歷史
- 條約的草創是因應鐵達尼號沉沒事故後于1914年通過的。起初，公约规定了救生艇和其他救生設備的數量以及安全规程，包括持續的無線電守聽。並在1929年、1948年、1960年、1974年、1988年和2002年的國際海事組織大會中陸續修訂本公約。
- 在1974年的大會決議案中，通过了新版本的條約，简化了修正公约的过程。故此，本公约虽然经历了不断的修正，仍然被统称为国际海上人命安全公约1974（International Convention for the Safety of Life at Sea 1974,简称SOLAS 1974）。
- 1978年1月6日，國際政府間海事諮詢組織召開油輪安全與防止汙染國際會議（The International Conference on Tankers Safety and Pollution Prevention），會議中通過關於1974年國際海上人命安全公約之1978年議定書（英文：Protocal of 1978 Relating to the International Convention for the Safety of Life at Sea 1974，簡稱SOLAS 74/78）及 關於1973年防止船舶汙染國際公約之1978年議定書（英文：Protocal of 1978 Relating to the International Convention for the Prevention of Pollution From Ships 1973，簡稱MARPOL 73/78）。

### 公约的通過
须經過超過1/3的締約國簽署或締約國其船舶總噸位超過全球商船船隊總噸位之50%後，公约方能通過。

### 1960年版公约
1960年版公约（1965年5月26日实行）是国际海事组织建立后的第一项主要成果，提出了大量的关于更新商业船运规定保持公约于行业新技术、新规程同步方面的建议。

### 1974年版公约
1974年国际海上人命安全公约简化了修正公约的过程。
因为虽然公约制定者的目的是想通过定期的修正案使得公约不断更新，但由于修正案通过的规程被证实是漫长的：修正案的实施需要数年的时间，这是因为各国需要通知国际海事组织该国接受公约，只有当接受公约的国家的数目或总吨位数达到一定数量，公约才能通过。
因此最新的1974年国际海上人命安全公约包括默示接受规程，即修正案将缺省生效，除非提出反对的国家达到了一定数量或总吨位（超过缔约国的三分之一或超过世界商船船队总吨位的50%）。

### 1988年版公约
自此以后，许多修正案被采纳。特别是在1988年根据了1987年世界无线电行政大会(WARC)修订的国际无线电规则而作出的1988年修正案，以全球海上遇险和安全系统（GMDSS）取代了摩斯密碼，并于1992年2月1日起正式实施。

### 2002年修正案
2002年修正案係為了因應2001年9月11日美國911恐怖攻擊事件後，根據聯合國安全理事會於2001年9月28日通過第1373（2001）號決議所產生的，IMO大會針對船港介面活動、港口設施、船對船活動以及締約國政府確保實施前項活動之保全，新增及修訂公約內容。其中修訂了第V章及第XI-1章和新增第XI-2章及國際船舶與港口設施保全章程。

## 公約章節
- 第I章	總則
- 第II-1章	構造－艙區劃分及穩度、機械與電機裝置
- 第II-2章	構造－防火、火災偵測及滅火
- 第III章	救生設備及佈置
- 第IV章	無線電通信
- 第V章	航行之安全
- 第VI章	貨物運送
- 第VII章	危險品之載運
- 第VIII章	核動力船
- 第IX章	船舶安全營運管理
- 第X章	高速船安全措施
- 第XI-1章	加強海上安全之特別措施
- 第XI-2章	加強海上保全之特別措施
- 第XII章	散裝船之追加安全措施
- 第XIII章	符合驗證（IMO）
- 第XIV章	極區水域營運船舶之安全措施

## 章程
- 國際安全管理章程
- 國際船舶與港口設施保全章程

## 相關參見
- 搜索及拯救
- 潛水拯救
- 水底搜索